# Стеларк
Стеларк (при народженні — Стеліос Аркадіу; нар. 19 червня 1946, Лімасол, Лімасол, Кіпр) — найвидатніший представник кіберпанківського боді-арту.

## Перформанси

### Підвішування
У 1976—1988 роках провів серію перформансів з підвішуванням власного тіла на гаках.
Суть цих підвішувань полягала ось в чому. Голого Стеларка «насаджували» на сталеві гаки, підвішували до тросів і піднімали якомога вище.
Для кожної акції тіло Стеларка проколювали в багатьох місцях, щоб вага на гаки розподілялася однаково.
Наприклад, у перформансі «Сидіння / хитання: акція з підвішування з каменями» (1980) він ширяв під стелею Токійської галереї, сидячи по-турецьки.
У перформансі «Морське підвішування: акція з вітром і хвилями» (1981) він бовтався над океаном.
У «Вуличному підвішуванні» (1984) Стеларк «перелетів» з четвертого поверху однієї будівлі нью-йоркського кварталу Іст-Віллідж на четвертий поверх іншого за допомогою троса і блоку.
А у перформансі «Міське підвішування» (1985) він висів на підйомному крані на висоті 200 футів над Королівським театром Копенгагена.
Під час кожної акції він відчував нестерпний біль, коли його піднімали і опускали. На лікування ран і відновлення йшов не один тиждень.

### Третя рука
У 1980 році використовував виготовлену на замовлення в Японії механічну руку, прикріплену до правої руки. Нею можна було управляти за допомогою сигналів електроміограма, які надходять від м'яз ніг і живота.

### Вухо на руці
Стеларк має на руці вживлене вухо, що не тільки прижилося, а й на спеціальному сайті відтворює звуки, яке чує за допомогою блютуз-адаптера.